# 대구지방국세청
대구지방국세청(大邱地方國稅廳, Daegu Regional Tax Office)은 대구광역시, 경상북도의 내국세 부과·감면 및 징수에 관한 사무를 관장하는 대한민국 국세청의 소속기관이다. 1968년 5월 1일 발족하였으며, 대구광역시 달서구 화암로 301에 위치하고 있다. 청장은 고위공무원단 나등급에 속하는 일반직공무원으로 보한다.

## 연혁
- 1968년 5월 1일: 부산지방국세청으로부터 대구중부·대구동부·대구서부·대구북부·경주·포항·안동·의성·김천·상주·영주세무서, 울진·울릉지서를 이관받아 국세청 소속으로 대구지방국세청 설치.[2]
- 1971년 8월 7일: 대구중부·대구동부·대구서부·대구북부세무서를 대구·동대구·서대구·북대구세무서로 개편.[3]
- 1973년 3월 13일: 울진지서를 영덕세무서로 승격.[4]
- 1975년 1월 1일: 김천세무서 소속으로 구미지서, 영덕세무서 소속으로 울진지서 설치.[5]
- 1978년 5월 17일: 구미지서를 구미세무서로 승격.[6]
- 1980년 6월 11일: 남대구세무서 설치.[7]
- 1990년 4월 11일: 경주세무서 소속으로 영천지서 설치.[8]
- 1992년 2월 1일: 경산세무서 설치.[9]
- 1999년 9월 1일: 대구세무서 폐지. 의성세무서를 안동세무서 소속 의성지서로 개편.[10]
- 2018년 4월 3일: 수성세무서 설치.[11]

## 관할구역
- 대구광역시
- 경상북도

## 조직

### 청장
- 운영지원과[12]
- 감사관실[12]
- 납세자보호담당관실[12][13]

성실납세지원국
- 개인납세제1과[12]
- 개인납세제2과[15]
- 법인납세과[12]
- 전산관리팀[15]

징세송무국
- 징세과[12]
- 송무과[12]
- 채납자재산추적과[12]

조사제1국
- 조사관리과[12]
- 조사제1과[12]
- 조사제2과[12]

조사제2국
- 조사관리과[12]
- 조사제1과[12]
- 조사제2과[12]

### 소속기관
세무서
세무서장은 서기관 또는 기술서기관으로 보한다.
| 명칭         | 등급 | 소재                                | 관할구역                                                                                            |
| ------------ | ---- | ----------------------------------- | --------------------------------------------------------------------------------------------------- |
| 동대구세무서 | 1    | 대구광역시 동구 국채보상로 895      | 대구광역시 동구                                                                                     |
| 서대구세무서 | 1    | 대구광역시 달서구 당산로38길 33     | 대구광역시 서구, 달서구 및 경상북도 고령군                                                          |
| 남대구세무서 | 1    | 대구광역시 남구 대명로 55           | 대구광역시 남구, 달서구 월성동·대천동·월암동·상인동·도원동·진천동·대곡동·유천동·송현동·본동, 달성군 |
| 북대구세무서 | 1    | 대구광역시 북구 원대로 118          | 대구광역시 북구, 중구                                                                               |
| 수성세무서   | 1    | 대구광역시 수성구 달구벌대로 2362   | 대구광역시 수성구                                                                                   |
| 경산세무서   | 2    | 경상북도 경산시 박물관로 3          | 경상북도 경산시, 청도군                                                                             |
| 경주세무서   | 1    | 경상북도 경주시 원화로 335          | 경상북도 경주시, 영천시                                                                             |
| 포항세무서   | 1    | 경상북도 포항시 북구 중앙로 346     | 경상북도 포항시, 울릉군                                                                             |
| 영덕세무서   | 2    | 경상북도 영덕군 영덕읍 영덕로 35-11 | 경상북도 영덕군, 울진군                                                                             |
| 안동세무서   | 2    | 경상북도 안동시 서동문로 208        | 경상북도 안동시, 영양군, 청송군, 의성군, 군위군                                                     |
| 김천세무서   | 2    | 경상북도 김천시 평화길 128          | 경상북도 김천시, 성주군                                                                             |
| 구미세무서   | 1    | 경상북도 구미시 수출대로 179        | 경상북도 구미시, 칠곡군                                                                             |
| 상주세무서   | 2    | 경상북도 상주시 경상대로 3173-11    | 경상북도 상주시, 문경시                                                                             |
| 영주세무서   | 2    | 경상북도 영주시 중앙로 15           | 경상북도 영주시, 봉화군, 예천군                                                                     |

지서
지서장은 행정사무관 또는 세무주사로 보한다. 다만, 영천지서장은 「행정기관의 조직과 정원에 관한 통칙」 제27조제3항에 따라 이체하여 운영하는 서기관 또는 행정사무관으로 보할 수 있다.
| 세무서명   | 명칭     | 소재                                   | 관할구역                |
| ---------- | -------- | -------------------------------------- | ----------------------- |
| 경주세무서 | 영천지서 | 경상북도 영천시 강변로 12              | 경상북도 영천시         |
| 포항세무서 | 울릉지서 | 경상북도 울릉군 울릉읍 도동2길 76      | 경상북도 울릉군         |
| 영덕세무서 | 울진지서 | 경상북도 울진군 울진읍 울진중앙로 69-5 | 경상북도 울진군         |
| 안동세무서 | 의성지서 | 경상북도 의성군 의성읍 후죽5길 27      | 경상북도 의성군, 군위군 |